# Pranchita
Pranchita é um município brasileiro do estado do Paraná. Está situado no extremo sudoeste do estado, fronteira com a Argentina.

## Clima
Devido à altitude de 557 metros, o clima é subtropical úmido mesotérmico, com verões quentes com tendência de concentração das chuvas (temperatura média superior a 22 °C) e invernos com geadas pouco freqüentes (temperatura média inferior a 18 °C), sem estação seca definida.

## Localização
A distância em relação à capital do estado (Curitiba) é de 592 km; ao Porto de Paranaguá, 683 km; e ao aeroporto mais próximo, 94 km (Francisco Beltrão).

## Demografia
Em 2000, contava com 6.258 habitantes, sendo 3.160 na área urbana e 3.098 na zona rural. A população tem taxa de crescimento anual de 1,38%.[carece de fontes?]
Em 2007 a cidade possuía 5.811 habitantes e no ano posterior 5.925 habitantes, caindo mais até atingir, em 2010, 5.632.